# Лотарев, Владимир Алексеевич
Влади́мир Алексе́евич Ло́тарев (15 ноября 1914, Александровск-Грушевский, область Войска Донского — 20 июля 1994, Запорожье) — советский конструктор авиационных двигателей, академик АН УССР (1985). Герой Социалистического Труда (1974), заслуженный деятель науки УССР (1984). С 1963 — главный конструктор в ОКБ завода № 478 (ныне ЗМКБ «Прогресс»), в 1981—1989 гг. генеральный конструктор. Под руководством Лотарева разработана концепция советских трёхвальных турбореактивных двигателей большой двухконтурности с высокими параметрами, большим ресурсом, высокими надёжностью и технологичностью и создан ряд газотурбинных двигателей, в том числе турбореактивный двухконтурный двигатель Д-36, Д-18Т, турбовальный двигатель Д-136. Депутат Верховного Совета СССР в 1984—1989 гг. Лауреат Сталинской премии (1948), Ленинской премии (1960), Государственной премии СССР (1976), премии им. М. Янгеля АН УССР (1987).

## Биография
Родился 2 (15 ноября) 1914 года в городе Александрск-Грушевский (ныне Шахты Ростовской области). Отец — Алексей Евграфович работал шахтёром, мать — Валентина Прокофьевна всю свою жизнь посвятила семье и домашнему хозяйству.
Трудовую деятельность В. А. Лотарев начал в 1930 году учеником электрослесаря горнопромышленного училища в городе Шахты. После окончания Харьковского авиационного института В. А. Лотарев с 1939 года работал на запорожском Заводе имени Баранова № 29 инженером-конструктором, начальником конструкторской группы по доводке опытных моторов М-89, устанавливаемых на бомбардировщик Ил-4, участвовал в создании двигателя М-90 для самолётов Сухого.
После эвакуации завода № 29 в Омск с сентября 1941 года в должности начальника конструкторской бригады участвовал в налаживании серийного выпуска двигателя М-88Б для Ил-4, а затем с 1943 года нового поршневого мотора АШ-82ФН для бомбардировщиков Ту-2, Пе-2, истребителей Ла-5, Ла-7 и транспортных самолётов Ил-12, Ил-14, одновременно вёл разработку новых конструкций.
С сентября 1944 года работал в серийно-конструкторском отделе завода в качестве ведущего конструктора по двигателю М-26 и заместителем начальника серийно-конструкторского бюро. На этой должности отвечал за повышение надежности серийных двигателей М-88Б, АШ-82ФН. При непосредственном участии Лотарева был спроектирован, изготовлен и сдан на государственные испытания мотор средней мощности М-26.
30 августа 1945 года переведён в Запорожье в ОКБ завода № 478 на должность ведущего конструктора по дальнейшей доводке мотора М-26 и его модификаций. В 1946 году становится членом коммунистической партии и в марте 1946 года назначается заместителем главного конструктора ОКБ, в 1963 году — главным конструктором Государственного союзного ОКБ, а в 1981 году — Генеральным конструктором уже Запорожского машиностроительного конструкторского бюро «Прогресс».
При непосредственном участии В. А. Лотарева было создано большое количество типов двигателей:
1. Семейство поршневых самолётных двигателей АИ-10, АИ-12, АИ-14Р для учебно-тренировочных, боевых и легких многоцелевых транспортных самолётов Як-12, Як-18, Як-20, Ан-14.
2. Семейство поршневых и газотурбинных двигателей: АИ-4В, АИ-26В, АИ-14В, АИ-7, АИ-24В, ТВ-2ВК, которые устанавливались на вертолёты Б-5, Б-9, Б-10, Б-11, Ка-10, Ка-15, Ка-18, Ка-26, Ми-1, Ми-7, Ми-8, Як-100 и многоцелевом транспортном винтокрыле Ка-22.
3. Семейство пусковых авиационных двигателей: ТС-12Ф, АИ-2МК, АИ-8, АИ-9, АИ-9В, которые применяются на самолётах Ан-8, Ан-10, Ан-22, Бе-12, Ил-18, Ту-95, Ту-114, Як-40 и на большинстве вертолётов Миля и Камова.
4. Семейство мощных турбовинтовых газотурбинных авиационных двигателей большого ресурса: АИ-20К, АИ-20Д, АИ-20М, АИ-24 для пассажирских Ан-10, Ан-24, Ил-18, военно-транспортных Ан-8, Ан-12, Ан-26, самолётов специального назначения Ан-30, Ил-20, Ил-22, Ил-38 и гидросамолёта Бе-12.
5. Первый в СССР двигатель АИ-25, который устанавливался на пассажирском самолёте Як-40 и сельскохозяйственном самолёте М-15.
6. Семейство турбореактивных двухконтурных двигателей для учебно-тренировочных самолётов: АИ-25ТЛ и ДВ-2 для чешских самолётов L-39, L-59.
7. Семейство двигателей большой степени двухконтурности: ТРДД Д-36 для пассажирских и транспортных самолётов Як-42, Ан-72, Ан-74; ТРДД Д-18Т для самых грузоподъёмных самолётов в мире Ан-124 «Руслан» и Ан-225 «Мрия»; турбовальный двигатель Д-136 для самого большого и грузоподъемного вертолёта в мире Ми-26.
8. Семейство двигателей наземного назначения:

- - газотурбинные приводы АИ-23С-1 и АИ-20С для скоростных судов на подводных крыльях «Тайфун» и «Буревестник», судна на воздушной подушке «Сормович»,
  - пусковой двигатель АИ-8 для аэродромного пускового агрегата АПА-8, для запуска маршевых двигателей СПК «Сормович»,
  - двигатель АИ-8С для разбрызгивания ядохимикатов на сельскохозяйственном самолёте Ан-2М,
  - ГТП АИ-8П для установки тушения пожаров в закрытых помещениях ГИГ-4 (генератора инертных газов),
  - ГТП АИ-23, АИ-23У, АИ-23СГ для буровых установок,
  - ГТП АИ-21 для газотурбинных установок ГТУ-1000 передвижных электростанций 5Э41

Автор 13 авторских свидетельств на изобретения в области авиационной техники и печатные труды по этой же тематике.
доктор технических наук (1971). Член-корреспондент АН УССР (1976), академик АН УССР (1985).
Депутат Совета Союза Верховного Совета СССР 11 созыва (1984—1989) от Запорожской области.
Умер 20 июля 1994 года. Похоронен в Запорожье на Капустяном кладбище.

## Награды и звания
- орден Красной Звезды (1946)
- Сталинская премия третьей степени (1948) — за создание новых авиационных моторов
- орден Трудового Красного Знамени (1957)
- Ленинская премия (1960)
- орден Октябрьской Революции (1971)
- Герой Социалистического Труда (1974)
- Государственная премия СССР (1976)
- три ордена Ленина (1966, 1974, 1982)
- заслуженный деятель науки УССР (1984)
- орден Труда (ЧССР, 25.10.1984)
- Премия имени М. Янгеля АН УССР (1987)
- медали